# قصرایا
قصرایا (به عربی: قصرایا) یک روستا در سوریه است که در ناحیه عوج واقع شده‌است. قصرایا ۹۸۲ نفر جمعیت دارد.